# Ingo Kühne
Ingo Kühne (* 4. Januar 1934 in Bremen) ist ein deutscher Geograph und emeritierter Hochschullehrer.

## Leben
Ingo Kühne studierte Geographie, Geschichte, Latein, Ur- und Frühgeschichte und Geologie an der Eberhard Karls Universität Tübingen und der Ruprecht-Karls-Universität Heidelberg, wo er 1962 mit der Dissertation Der südöstliche Odenwald und das angrenzende Bauland promoviert wurde. An der Friedrich-Alexander-Universität Erlangen-Nürnberg wurde Kühne im Jahre 1978 auf einen Lehrstuhl des Instituts für Geographie berufen. In den Jahren 1983 bis 1985 war er Dekan der Naturwissenschaftlichen Fakultät III. Vor der Deutschen Wiedervereinigung lag der Schwerpunkt von Kühnes Arbeiten auf Süd- und Norddeutschland und Italien, danach auf Mitteldeutschland.
Ingo Kühne trat 1999 in den Ruhestand.

## Publikationen
- Der südöstliche Odenwald und das angrenzende Bauland, Dissertation, Heidelberg, 1962
- Der Winterhauch – eine landschaftskundliche Skizze, in: Der Odenwald, Breuberg-Bund, 1963
- Gebirgsentvölkerung im toskanisch-emilianischen Apennin, Tagungsbericht und wissenschaftliche Abhandlung. Deutscher Geographentag Bad Godesberg, 1969
- Die Sozialgruppe der Mulattieri im Apennin, in: Erdkunde 24. 1970
- Die Gebirgsentvölkerung im nördlichen und mittleren Apennin in der Zeit nach dem Zweiten Weltkrieg, Palm und Enke, Erlangen, 1974